# Giulio Superchio
Giulio Superchio, anche Soperchio, chiamato anche Egidio (Mantova, ... – 16 novembre 1585), è stato un vescovo cattolico italiano.

## Biografia
Originario di Mantova, entrò nell'Ordine della Beata Vergine del Monte Carmelo; fu studioso e cultore delle sacre scritture, dottore in Teologia e divenne Vicario generale della congregazione mantovana dei carmelitani. La sua carriera ecclesiastica cominciò con la nomina a vescovo di Accia, in Corsica, avvenuta il 14 febbraio 1560 per volere di papa Pio IV. La sede episcopale, tuttavia, era poverissima, come attesta il cardinale Sforza Pallavicino nella sua storia del Concilio di Trento, «... il misero Vescovado di Acci niente altro recava di Vescovo che l'obligazione a trattarsi da Vescovo». Tuttavia, essendo gli anni del Concilio, anche il solo titolo episcopale gli valse la possibilità a partecipare all'assise conciliare, a partire dal terzo periodo. Partecipò a tutte le sessioni a partire dal 1º agosto 1561 e predicò ai padri conciliari il 1º febbraio 1562, domenica di Sessagesima. Appose il suo voto alle congregazioni generali sull'Indice, sul salva condotto per i protestanti, sull'obbligo di residenza dei vescovi, sulla riforma del sacramento dell'Eucaristia e sul calice ai laici, sulle offerte alle messe e sull'Ordo missae. Fu in questo periodo, inoltre, collaboratore apprezzato del duca di Mantova Guglielmo Gonzaga e da lui promosso all'Abbazia della chiesa ducale collegiata di Santa Barbara.
Proprio al Concilio, venuto a mancare il vescovo di Bertinoro Lodovico Teodoli, furono portati all'intenzione del papa due vescovi, Egidio Falcetta di Caorle e, per l'appunto, il Superchio, entrambi scontenti della loro sede episcopale per la povertà delle condizioni in cui versavano. Fu così deciso di traslare il Falcetta alla sede di Bertinoro e il Superchio da Accia a Caorle, il 30 gennaio 1563, «onde harebbe ricevuto per prosperità ciò che l'altro desiderava di lasciare come miseria».
Il Superchio prese dunque possesso della cattedra caprulana il 3 marzo 1563, mentre l'assise del Concilio di Trento era ancora in corso. Ebbe così modo di farsi notare, specialmente durante la discussione sull'articolo sulla Residenza, che bloccò i lavori per qualche tempo. Erano infatti pervenuti a padri conciliari diverse sollecitazioni a procedere con la discussione sulla Riforma da parte delle corti di molti stati europei. Come racconta Paolo Sarpi: «Giulio Superchio vescovo di Caorle rispose con alterazione nissuna cosa esser più indecente al concilio quanto che venga posta legge a' prelati, massime da chi rappresenta potestà secolare, e passò a qualche mordacità». Successivamente prese ancora parte alle congregazioni conciliari, votando sugli abusi dell'ordine secolare e sugli ordini regolari, e sul matrimonio. Nella sessione conclusiva del Concilio la sua firma appare come la centodiciottesima.
Come vescovo di Caorle consacrò diverse chiese: la Chiesa della Natività di Maria a Lison (dove è anche affissa una lapide commemorativa) il 24 giugno 1565, la chiesa di Santa Maria della Consolazione a Venezia il 12 maggio 1573, la chiesa di San Giuliano a Venezia l'8 luglio 1580, la Chiesa dei Santi Gervasio e Protasio nel territorio veneziano il 22 luglio 1583, la chiesa di San Francesco della Vigna a Venezia il 2 agosto 1582, la chiesa dei santi Cosma e Damiano alla Giudecca il 30 maggio 1583 e la chiesa di Santa Maria Formosa a Venezia il 19 maggio 1585. Consacrò in oltre l'altare della chiesa di San Giobbe a Venezia il 3 luglio 1582.
Secondo il Fornari, divenne suffraganeo del patriarca di Venezia Giovanni Trevisan prima di morire, il 16 novembre 1585, «lodato da molti istorici nell'opere loro». Ciò sarebbe pure suffragato dall'epitaffio tombale riportato dall'Ughelli e firmato dallo stesso patriarca Trevisan:
(Ferdinando Ughelli, Italia Sacra, Venezia, presso Sebastiano Coleti, 1720 - Vol. V)
La data riportata nell'epitaffio, ossia il 16 novembre, concorderebbe con lo scritto autografo del vescovo Girolamo Righettino, il quale ebbe a scrivere che la notizia della morte del vescovo Superchio giunse a Roma dopo il 25 novembre.
È interessante la citazione che di lui fa Girolamo Tiraboschi, annoverandolo tra gli scopritori e i collezionisti di antichità greche e romane.

## Genealogia episcopale
La genealogia episcopale è:
- Cardinale Girolamo Grimaldi
- Arcivescovo Martinho de Portugal
- Arcivescovo Alfonso Oliva, O.E.S.A.
- Vescovo Girolamo Maccabei
- Vescovo Giovanni Giacomo Barba
- Vescovo Giulio Superchio